# Liste der Baudenkmäler im Bonner Ortsteil Graurheindorf
Die folgende Liste enthält in der Denkmalliste ausgewiesene Baudenkmäler auf dem Gebiet des Bonner Ortsteils Graurheindorf im Stadtbezirk Bonn.
Hinweis: Die Reihenfolge der Denkmäler in dieser Liste orientiert sich an den Straßennamen und ist alternativ nach Hausnummern, Denkmallistennummer oder Bezeichnung sortierbar.
Basis ist die offizielle Denkmalliste der Stadt Bonn (Stand: 15. Januar 2021), die von der Unteren Denkmalbehörde geführt wird. Grundlage für die Aufnahme in die Denkmalliste ist das Denkmalschutzgesetz Nordrhein-Westfalens.
| Bild                                                                   | Bezeichnung                                                                    | Lage                                            | Beschreibung              | Bauzeit                   | Eingetragen seit | Denkmal- nummer |
| ---------------------------------------------------------------------- | ------------------------------------------------------------------------------ | ----------------------------------------------- | ------------------------- | ------------------------- | ---------------- | --------------- |
| weitere Bilder                                                         | Friedhof Graurheindorf                                                         | An der Margarethenkirche Karte                  |                           |                           |                  | A 2807          |
| weitere Bilder                                                         | „Burg Graurheindorf“, einschließlich Parkgelände sowie Steinwegekreuz von 1759 | An der Rheindorfer Burg 74 Karte                | Entwurf: Michael Leveilly | 1755                      |                  | A 104           |
| Bildstock Graurheindorf                                                | Bildstock Graurheindorf                                                        | Estermannstraße / An der Rheindorfer Burg Karte |                           | 1. Hälfte 17. Jahrhundert |                  | A 2801          |
| Steinwegekreuz Graurheindorf 1763                                      | Steinwegekreuz Graurheindorf 1763                                              | (vor) Estermannstraße 18 Karte                  |                           | 1763                      |                  | A 3503          |
| Steinwegekreuz Graurheindorf 1754                                      | Steinwegekreuz Graurheindorf 1754                                              | Estermannstraße (205) / Margarethenplatz Karte  |                           | 1754                      |                  | A 3502          |
| Ehemaliges „Huttorf’sches Gut“ / „Brambacher Hof“                      | Ehemaliges „Huttorf’sches Gut“ / „Brambacher Hof“                              | Estermannstraße 18 Karte                        |                           | 19. Jahrhundert           | 16. Mai 2002     | A 3798          |
| weitere Bilder                                                         |                                                                                | Estermannstraße 30 Karte                        |                           |                           |                  | A 2037          |
|                                                                        |                                                                                | Estermannstraße 61 Karte                        |                           |                           |                  | A 148           |
|                                                                        |                                                                                | Estermannstraße 63 Karte                        |                           |                           |                  | A 3796          |
|                                                                        |                                                                                | Estermannstraße 71/71a Karte                    |                           |                           |                  | A 278           |
|                                                                        |                                                                                | Estermannstraße 135 Karte                       |                           |                           |                  | A 3126          |
|                                                                        |                                                                                | Estermannstraße 199 Karte                       |                           |                           |                  | A 2999          |
| weitere Bilder                                                         | Myriameterstein                                                                | Estermannufer                                   |                           | 19. Jahrhundert           |                  | A 1019          |
| BW                                                                     |                                                                                | Herpenstraße 14 Karte                           |                           |                           |                  | A 1032          |
| weitere Bilder                                                         | Auermühle                                                                      | Karl-Legien-Straße 190 Karte                    |                           | 1923 ff.                  | 1994             | A 1928          |
| Vikarie, einschließlich Umfassungsmauer, 3 Grabkreuzen und Grabplatten | Vikarie, einschließlich Umfassungsmauer, 3 Grabkreuzen und Grabplatten         | Margarethenplatz 2 Karte                        |                           |                           |                  | A 3555          |
| weitere Bilder                                                         | Kirche St. Margaretha mit Ehrenmal 1924, Pfarrhaus und Torbogen 1614           | Margarethenplatz 4–6 Karte                      | Architekt: Vincenz Statz  | 1875 (Fertigstellung)     |                  | A 3556          |
| Ehrenmal                                                               | Ehrenmal                                                                       | Margarethenplatz 4–6                            |                           | 1924                      |                  | A 3556          |
|                                                                        |                                                                                | Margarethenplatz 7 Karte                        |                           |                           |                  | A 3575          |
| BW                                                                     |                                                                                | Margarethenplatz 8 Karte                        |                           |                           |                  | A 3524          |
| BW                                                                     |                                                                                | Margarethenplatz 10 Karte                       |                           |                           |                  | A 3523          |